# Robert Bünsow (Diplomat)

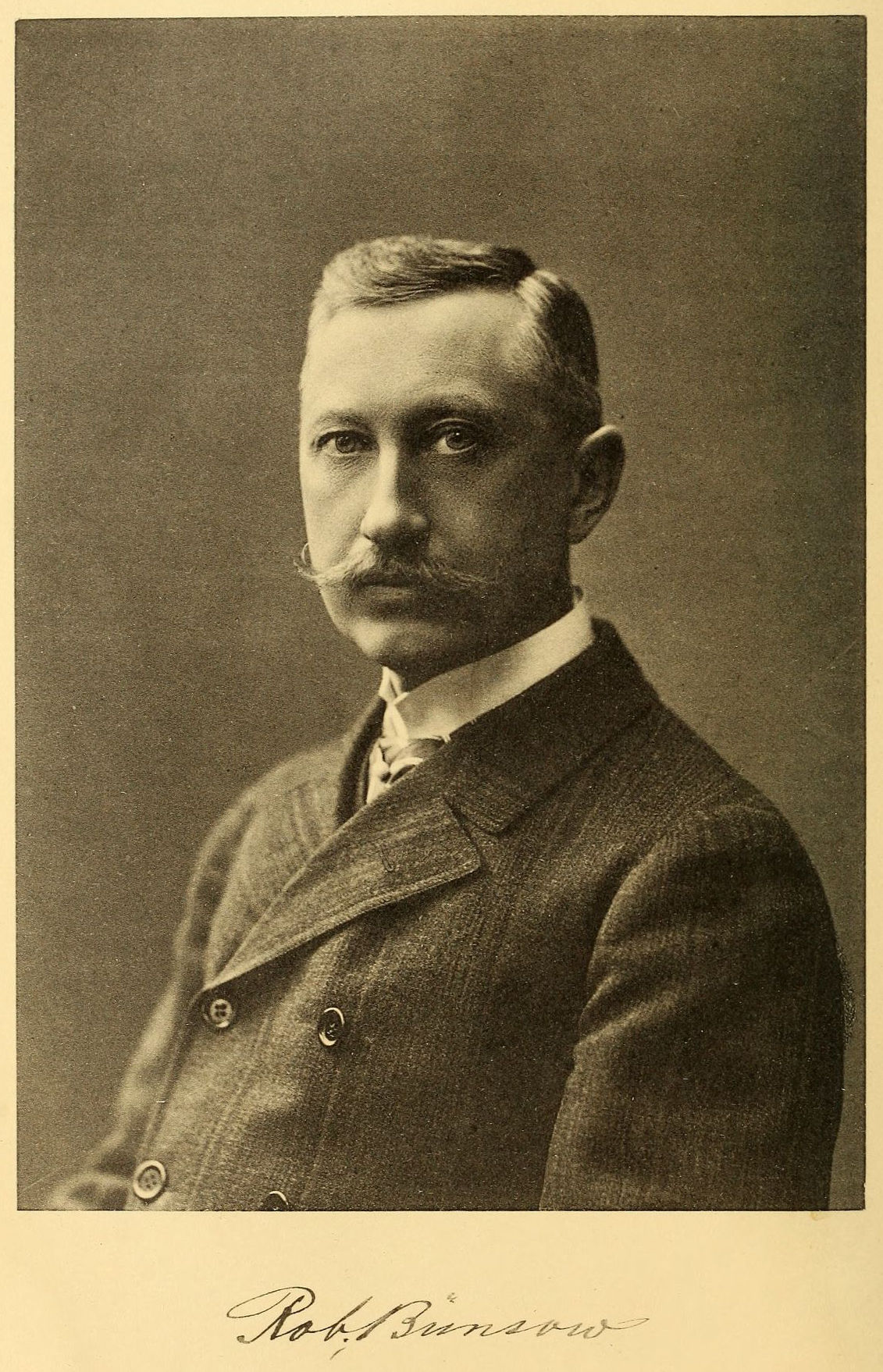
Robert Bünsow 1912

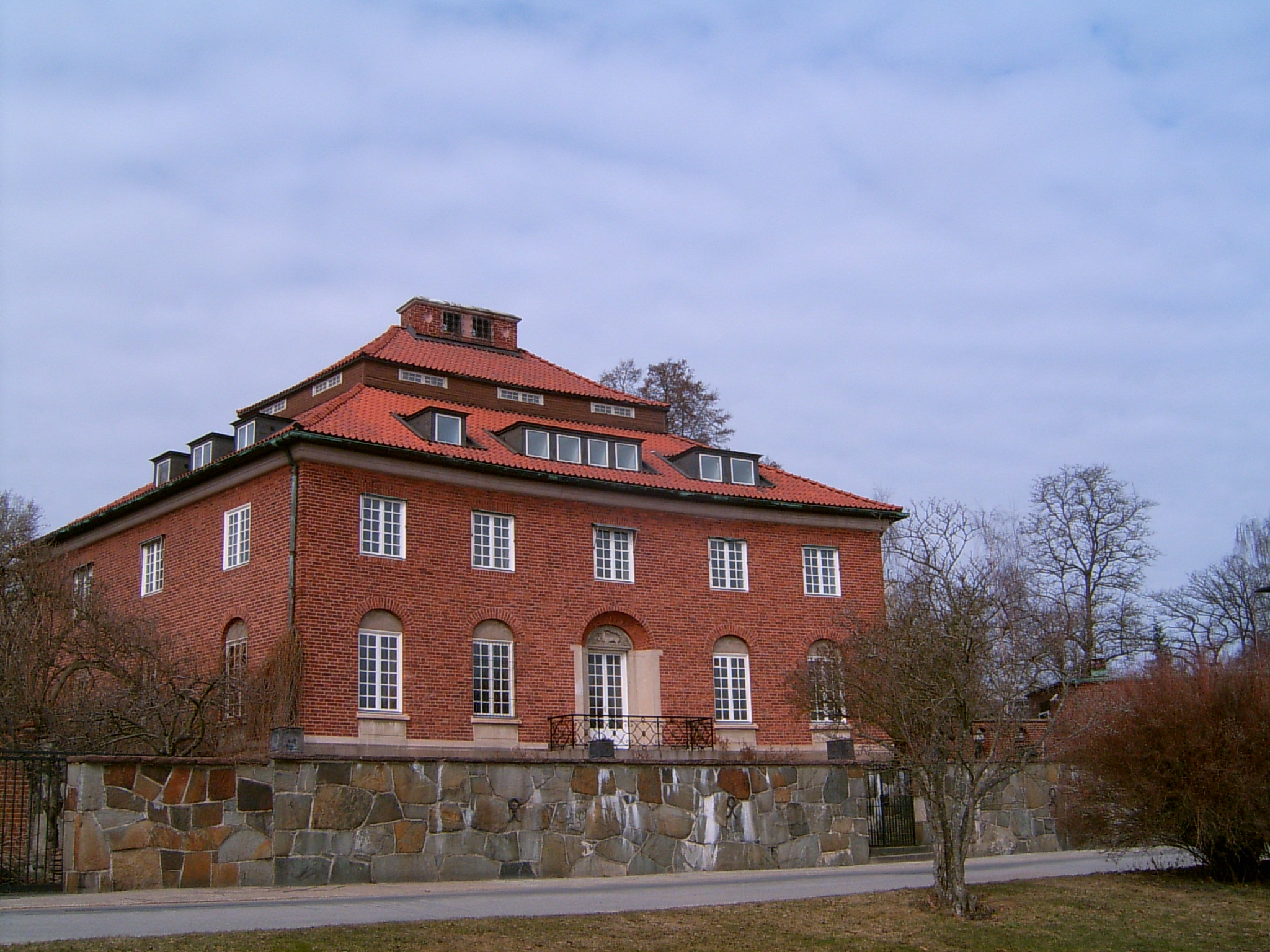
Villa Bünsow

Axel Robert Bünsow (geboren am 20. März 1861 in Sundsvall; gestorben am 11. Juni 1939 in Stockholm) war ein schwedischer Generalkonsul in London und Le Havre sowie Sägewerks- und Forstunternehmer.

## Leben
Bünsow war ein Sohn des in Deutschland geborenen Christian Bünsow und dessen Frau Allona Krautmeijer (16. März 1825–17. April 1898). Er besuchte die Schule in Hudiksvall und begann anschließend am 21. September 1880 ein Studium in Uppsala. Am 11. Dezember 1889 legte er die Prüfung ab und bekam am 27. Dezember 1889 eine Anstellung bei der Handelskammer. Ab dem 1. Mai 1891 war er Assistent am schwedisch-norwegischen Generalkonsulat in Le Havre. Vom 1. Januar bis 31. März 1892 arbeitete er in Bordeaux und kam am 28. Dezember 1892 an das Generalkonsulat in London. Am 21. August 1893 wurde er befördert und wechselte im Juni 1894 wieder nach Le Havre. Vom 22. Juni 1894 bis zum 16. Juli 1897 war er dort Konsul. Seit dem 30. Juli 1895 hatte er das Amt des Generalkonsuls inne.
Bünsow übernahm im Jahr 1897 nach dem Tod seines Vaters seinen Anteil am großen Industrie- und Sägewerksunternehmen in Skönvik. Er lebte von 1904 bis 1919 in Saltsjöbaden und zog in die für ihn erbaute Villa Bünsowska im Stockholmer Diplomatenviertel. Diese Villa galt 2007 als Schwedens teuerstes Privathaus. Er besaß auch ein Sommerhaus in Ragnhildsvik am See Mälaren, gegenüber des Schlosses Skokloster. Er war ein großzügiger Mäzen und unterstützte wissenschaftliche und kulturelle Zwecke. Sein besonderes Interesse galt der zoologischen Forschung, die er mit Spendengeldern unterstützte und unter anderem die Gründung und Herausgabe der wissenschaftlichen Zeitschrift Zoologische Beiträge aus Uppsala schwedisch Zoologiska bidrag från Uppsala ermöglichte. Er stellte dem Zoologischen Institut in Uppsala einen Fonds zur Verfügung, so dass 1915 ein Biologisches Institut in Fiskebäckskil errichtet werden konnte.

## Familie
Bünsow heiratete am 16. Januar 1898 Maria Karolina „Lilly“ (geborene Möllerswärd, 6. Januar 1877–10. August 1904) eine Tochter des Buchdruckers und Herausgebers Karl Justin Mattias Möllerswärd (1832–1901). Der schwedische Geograf Karl Jakob Mauritz Ahlenius (10. Februar 1866–23. April 1906) war kurzzeitig der Schwager seiner Frau, da er am 18. Dezember 1895 ihre Schwester Hildegard (31. Dezember 1866–28. Januar 1896) geheiratet hatte, die jedoch kurz danach verstarb.
Der Maler Joachim Johann Friedrich Bünsow (1789–1873) war sein Großvater und Wilhelm Andreas Bünsow (1854–1935) sein älterer Bruder, der die väterlichen Unternehmen leitete.

## Schriften (Auswahl)
- Beitrag zur Familienchronik des Geschlechtes Bünsow unter sechs Jahrhunderten. Fahlcrantz, Stockholm 1913 (dibiki.ub.uni-kiel.de).